# PT-76
PT-76 (ros. ПТ-76) – lekki czołg pływający konstrukcji radzieckiej, z okresu po II wojnie światowej. Czołg został przyjęty 6 sierpnia 1951 na uzbrojenie  Armii Radzieckiej pod oznaczeniem PT-76, pochodzącym od skrótu: pławajuszczij tank (плавающий танк) – czołg pływający i kalibru armaty. Produkowany do 1967 roku.

## Historia
Po zakończeniu II wojny światowej powrócono w ZSRR do zagadnienia budowy czołgów lekkich. Miały one być używane w oddziałach rozpoznawczych i z tego powodu musiały być to czołgi pływające, zdolne do pokonywania przeszkód wodnych wprost z marszu. W końcu lat 40. XX wieku powstało wiele prototypów takich wozów. Za najbardziej udany uznano „obiekt 740” opracowany w 1950 roku przez inż. N. Szaszmurina z instytutu WNII-100 w Leningradzie (doświadczalnej filii Zakładów Czelabińskich CzTZ).
Wóz ten odznaczał się prostą konstrukcją, dobrymi własnościami nawigacyjnymi i dużymi możliwościami pokonywania terenu bagnistego. W wodzie napędzany był pędnikami hydrodynamicznymi – zupełną nowością w tym czasie. W czerwcu 1951 roku wyprodukowano i skierowano na próby wojskowe pierwsze 10 czołgów. Postanowieniem Rady Ministrów z 6 sierpnia 1951 roku przyjęto czołg na uzbrojenie. Produkcję rozpoczęto od 1953 roku w Stalingradzkiej Fabryce Traktorów. 
W 1957 roku armatę D-56T z hamulcem wylotowym typu reakcyjnego, stosowaną w pierwszych seriach, zastąpiono ulepszonym działem D-56TM z dwukomorowym hamulcem typu aktywnego i przedmuchiwaczem lufy. Wysokość kadłuba zwiększono o 130 mm. Zmodernizowano też przyrządy obserwacyjne i inne wyposażenie (kierowca otrzymał noktowizor).
10 stycznia 1958 roku przyjęto formalnie na uzbrojenie, a od roku 1959 produkowano wersję zmodernizowaną, noszącą oznaczenie PT-76B. Zastosowano w niej armatę D-56TS wyposażoną w układ stabilizacji armaty. Czołg wyposażono w układ ochrony przed bronią masowego rażenia i dodatkowe zbiorniki paliwa (jeden wewnętrzny i dwa płaskie zewnętrzne), co zwiększyło ich pojemność do 580 l. W późniejszym czasie dalszym ulepszeniom podlegało wyposażenie czołgów, a wcześniejsze maszyny modernizowano z nowymi elementami. Od 1967 roku karabin maszynowy SGMT zamieniano na PKT tego samego kalibru.

## Warianty

### ZSRR
- PT-76 (1951) - pierwszy wariant, uzbrojony w armatę D-56T.
- PT-76 (1957) - wariant z armatą D-56TM z ulepszonym hamulcem wylotowym.

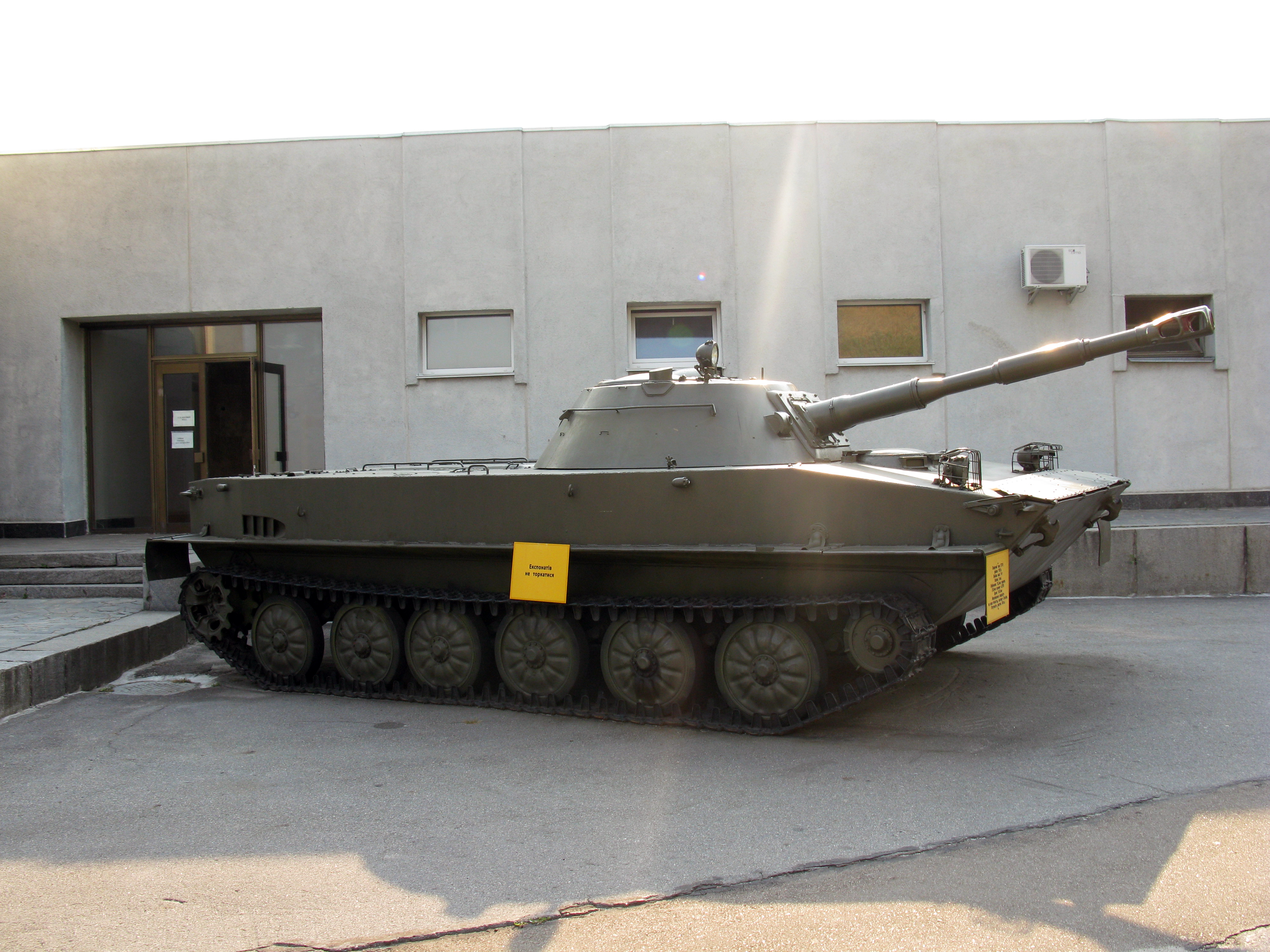
PT-76 uzbrojony w armatę D56-TM

- PT-76B - wariant z armatą D-56TS.
- PT-76A - wariant z karabinem DSzK na obrotowej podstawie, nad włazem ładowniczego.

### Polska
- PT-76 – polski wariant z karabinem DSzK na obrotowej podstawie oraz z oddzielnym włazem dla dowódcy.

### Chiny
- Typ 60 – chiński wariant czołgu.

## Opis konstrukcji
W kadłubie pojazdu można wyróżnić trzy przedziały: kierowania z przodu, za nim bojowy, przykryty wieżą z uzbrojeniem, oraz napędowy. Kadłub wykonano spawając jednorodne płyty pancerne. Wieżę pojazdu wykonano spawając elementy stalowe. Odporność pojazdu na ostrzał nie jest duża.
Załoga PT-76 jest trzyosobowa. Kierowca ma swoje stanowisko w osi wozu w przedziale kierowania. Miejsce zajmuje przez właz, do obserwacji służą mu trzy peryskopy. W nocy środkowy peryskop jest zastępowany urządzeniem noktowizyjnym TWN 2B o zasięgu maksymalnej obserwacji 60 m. W przedziale bojowym swoje stanowiska mają dwaj pozostali członkowie załogi: dowódca-działonowy i ładowniczy. W stropie wieży wykonano duży właz, wykorzystywany przez obu członków załogi, a w tylnej części zamontowano wentylator do usuwania gazów prochowych. Dowódca zajmuje miejsce z lewej strony wieży. Do jego zadań, oprócz obserwacji sytuacji na polu walki i dowodzenia czołgiem, należy też niszczenie celów, a więc pełni dodatkowo rolę działonowego. Do obserwacji wykorzystuje trzy peryskopy, osadzone w małej obrotowej wieży. Do prowadzenia ognia służy celownik-dalmierz TSZ 66. Trzeci członek załogi, ładowniczy, zajmuje miejsce z prawej strony wieży i ma do dyspozycji jeden peryskop.
Uzbrojenie wozu umieszczono w obrotowej wieży. Zastosowano armatę D-56T kalibru 76,2 mm o bruzdowanym przewodzie lufy, z reakcyjnym hamulcem wylotowym, bez stabilizacji (w PT-76 1957 roku montowano D-56TM z dwukomorowym hamulcem wylotowym i przedmuchiwaczem, a w wersji PT-76B – D-56TS ze stabilizacją w dwóch płaszczyznach). Lufa jest pozbawiona przedmuchiwacza. PT-76 przewozi 40 sztuk amunicji (etatowo: 24 naboje odłamkowo-burzące, 4 przeciwpancerne pełnokalibrowe, 4 podkalibrowe, 8 kumulacyjnych)[1]. Z armatą jest sprzężony karabin maszynowy SGMT kalibru 7,62 mm, do którego przewozi się 1000 sztuk amunicji (w PT-76B było montowano PKT). W PT-76A montowano DSzK kalibru 12,7 mm.
W tylnej części wozu znajduje się przedział napędowy. Zastosowano sześciocylindrowy, rzędowy, chłodzony cieczą silnik W 6 o zapłonie samoczynnym, który rozwija moc 176 kW (263 KM) przy 1800 obr./min. Jednostka napędowa zapewnia współczynnik mocy jednostkowej na poziomie 12,6 kW/t. W układzie przeniesienia napędu zastosowano suche sprzęgło wielotarczowe, skrzynię biegów (cztery biegi do przodu, jeden wsteczny) oraz sprzęgła boczne, umożliwiające skręt pojazdu. Czołg może skręcać z promieniem równym rozstawowi gąsienic (gąsienica nieruchoma hamowana hamulcem taśmowym) lub z promieniem zależnym od aktualnych warunków (gąsienica nieruchoma jest odłączona od napędu za pomocą sprzęgła bocznego). Czołg PT-76 porusza się na dwunastu pojedynczych, ogumionych, wykonanych z lekkich stopów kołach nośnych. Koła osadzono na wahaczach wleczonych. Jako elementy sprężyste zastosowano wałki skrętne oraz amortyzatory hydrauliczne przy pierwszej i ostatniej parze kół nośnych. Koła napędowe znajdują się z tyłu pojazdu, napinające z przodu. Zmiana napięcia gąsienicy dokonywana jest za pomocą układu korbowo-śrubowego.
Napęd czołgu w wodzie zapewniają pędniki strugowodne. Otwory zasysające wodę znajdują się pod kadłubem, natomiast główne otwory wylotowe z tyłu kadłuba. Dodatkowe otwory pomocnicze wylotowe znajdują się z boku kadłuba, nad ostatnimi kołami nośnymi. Przymknięcie za pomocą specjalnych klap głównego wylotu powoduje wyrzucanie wody przez wylot pomocniczy i skręt czołgu na wodzie. PT 76 może pływać także do tyłu, w tym celu zamyka się oba główne wyloty i woda jest wyrzucana przez boczne pomocnicze otwory. Do pływania podnosi się też falochron na przedzie pojazdu i montuje podwyższony peryskop dla kierowcy. Pojazd wyposażono w dwie wydajne elektryczne pompy oraz awaryjną pompę ręczną służące do usuwania przeciekającej wody.

## Użytkownicy czołgu
Czołgi PT-76 znalazły się na uzbrojeniu pododdziałów rozpoznawczych przy dywizjach pancernych i zmechanizowanych Armii Radzieckiej. Znalazły się też w radzieckiej piechocie morskiej.
Czołgi PT-76 były i są używane w wielu krajach (liczba sztuk w 1996 roku):
- Afganistan – 60 czołgów
- Angola – 12 czołgów
- Benin – 20 czołgów
- Finlandia – 15 czołgów
- Gwinea – 18 czołgów
- Indie – 90 czołgów
- Indonezja – 60 czołgów
- Kongo
- KRLD – 300 czołgów
- Kuba – 50 czołgów
- Laos – 30 czołgów
- Madagaskar
- Mozambik
- Rosja – 1100 czołgów
- Syria – 100 czołgów
- Uganda
- Wietnam – 500 czołgów
- Zambia
- Bułgaria
- Chiny
- Węgry
- Czechy
- Egipt
- NRD
- Irak
- Izrael (zdobyczne)
- Słowacja
- Jugosławia

### Polska
Wojsko Polskie używało PT-76 w 7 Łużyckiej Dywizji Desantowej, a wcześniej w pododdziałach rozpoznawczych wojsk zmechanizowanych i pancernych. Dostawy sprzętu rozpoczęto w 1957 roku. Zakupiono łącznie 112 czołgów, z których część używana była do roku 1989.

### W wojnach
Czołgi tego typu brały udział w wielu wojnach: w Czeczenii, Wietnamie, Izrael – Syria, Izrael – Egipt oraz Indie – Pakistan.

## Pojazdy na podstawie PT-76

### ZSRR
- BTR-50 – gąsienicowy transporter opancerzony.
- ASU-85 – działo samobieżne.
- ZSU-23-4 – samobieżne działo przeciwlotnicze
- 2K12 Kub (KWADRAT) – system kierowanych rakiet ziemia–powietrze
- 2K1 Mars – taktyczny zestaw rakietowy
- 2P16 – taktyczny zestaw rakietowy

### Czechosłowacja-Polska
- TOPAS – gąsienicowy transporter opancerzony

### Chiny
- Typ 63 – chiński czołg lekki amfibijny

## Egzemplarze muzealne
PT-76 dysponują następujące placówki muzealne:
- Muzeum Wojsk Lądowych w Bydgoszczy  nr taktyczny 8956, barwy 7 Łużyckiej Dywizji Desantowej
- Muzeum Regionalne w Dębicy.
- Lubuskie Muzeum Wojskowe  w Drzonowie
- Muzeum Ziemi Grodziskiej w Grodzisku Wielkopolskim
- Muzeum Broni Pancernej w Poznaniu
- Muzeum Wojska Polskiego w Warszawie
  - Park plenerowy przed główną siedzibą MWP
  - Muzeum Polskiej Techniki Wojskowej nr taktyczny 8857
- Muzeum Miejskie "Sztygarka" w Dąbrowie Górniczej

### Inne zachowane egzemplarze
- Czołg-pomnik w miejscowości Lubrza, poświęcony poległym w czasie II wojny światowej. Czołg postawiony w zastępstwie działa samobieżnego SU-76, które trafiło do zbiorów Muzeum Wojska Polskiego.